# Nuoto artistico ai campionati europei di nuoto 2022 - Programma tecnico duo misto
La competizione di duo misto programma tecnico di nuoto artistico ai Campionati europei di nuoto 2022 si è disputata il 15 agosto 2022 presso il Foro Italico di Roma, in Italia.

## Risultati
La finale si è svolta alle ore 11:00.
| Pos     | Sincronetta | Nazione                            | Punti   |
| ------- | ----------- | ---------------------------------- | ------- |
| Oro     | Italia      | Giorgio Minisini Lucrezia Ruggiero | 89.3679 |
| Argento | Spagna      | Emma García Pau Ribes              | 83.7548 |
| Bronzo  | Slovacchia  | Jozef Solymosy Silvia Solymosyová  | 75.5914 |
| 4       | Belgio      | Renaud Barral Lisa Ingenito        | 73.5119 |
| 5       | Serbia      | Jelena Kontić Ivan Martinović      | 68.1061 |